# Vildmorot
Vildmorot (Daucus carota) är en art i familjen flockblommiga växter. I likhet med alla övriga arter i morotssläktet är växten tvåårig. Den förädlade moroten (D. carota sativa) klassas som en underart. Den förekommer i Eurasien och Nordafrika. Människan har spridit den till Amerika, där den blivit ett svårt ogräs. 
Till skillnad från den förädlade moroten har vildmoroten en tunn, träig pålrot - som dock ändå är ätlig.

## Underarter
Arten är mångformig och delas in i ett antal underarter:
- Daucus carota carota – nominatform
- D. c. commutatus
- D. c. drepanensis
- D. c. gadeceaui
- D. c. gummifer
- D. c. hispanicus
- D. c. hispidus
- D. c. major
- D. c. maritimus
- D. c. maximus
- D. c. sativus – den förädlade moroten